# Суперкубок Оману з футболу 2014
Суперкубок Оману з футболу 2014  — 14-й розіграш турніру. Матч відбувся 29 серпня 2014 року між чемпіоном Оману клубом Ан-Нахда та володарем кубка Оману клубом Фанджа.
| Володар Суперкубка Оману 2014 |
| ----------------------------- |
|                               |
| Ан-Нахда Другий титул         |

## Матч

### Деталі
| 29 серпня 2014 18:30 (EEST) |

| Ан-Нахда                                                                     | 0:0      | Фанджа                                                                                 |
| ---------------------------------------------------------------------------- | -------- | -------------------------------------------------------------------------------------- |
|                                                                              |          |                                                                                        |
|                                                                              | Пенальті |                                                                                        |
| Аль-Сінані · Аль-Хінаї · Аль-Араві · Аль-Шамісій · Аль-Бусаїді · Аль-Мухаїні | 6:5      | Аль-Джабрі · аль-Мукбалі · Аль-Машарі · Салех · Аль-Равахі · Аль-Рукаді · аль-Мусаламі |

| Регіональний спорткомплекс, Сухар Арбітр: Халід Аль-Шаксі |